# Mayra Aguiarová
Mayra Aguiarová da Silva (* 3. srpna 1991 Porto Alegre) je brazilská zápasnice–judistka, bronzová olympijské medaile z roku 2012 a 2016.

## Sportovní kariéra
S judem začínala v 6 letech v rodném Porto Alegre. Od svých 14 let se připravuje v klubu Sociedade de Ginástica Porto Alegre (SOGIPA) pod vedením Antônio Carlose Pereiry přezdívaného Kiko. Mezi ženami se na mezinárodní úrovni pohybuje od svých 15 let. V roce 2008 startovala na jako sedmnáctiletá na olympijských hrách v Pekingu ve střední váze do 70 kg a nestačila v úvodním kole na Španělku Leiru Iglesiasovou.
Na podzim 2009 se vrátila po těžkém zranění kolene v polotěžké váze do 78 kg. V roce 2012 se kvalifikovala na olympijské hry v Londýně. V semifinále narazila na svou velkou soupeřku Američanku Kaylu Harrisonovou. Minutu před koncem upadla po Harrisonové kombinaci na juko a v závěru zápasu se nechala chytit do submise páčením. V boji o třetí místo se utkala s Nizozemkou Marhindou Verkerkovou, kterou po minutě boje podmetla krásným ko-soto-gake na ippon a získala bronzovou olympijskou medaili.
V roce 2014 získala svůj první titul mistryně světa a v roce 2016 startovala na domácích olympijských hrách v Riu jako favoritka na vítězství. Takticky však nezvládla semifinále s Francouzkou Audrey Tcheuméovou a po jednom napomenutí spadla do boje o třetí místo proti Kubánce Yalennis Castillové. Hned na úvod boje o bronz strhla soupeřku technikou harai-makikomi na juko a bodový náskok udržela do konce zápasu. Získala bronzovou olympijskou medaili.

### Vítězství
- 2008 – 1× světový pohár (Varšava)
- 2010 – 1× světový pohár (Budapešť)
- 2011 – 1× světový pohár (Rio de Janeiro)
- 2012 – 1× světový pohár (Paříž), turnaj mistrů (Almaty)
- 2013 – turnaj mistrů (Ťumeň)
- 2014 – 1× světový pohár (Ťumeň)
- 2016 – 1× světový pohár (Paříž)
- 2017 – 1× světový pohár (Cancun)

## Výsledky
| Olympijské hry          |    |     | úč. |    |    |    | 3. |    |    |     | 3. |    |   |  |  |  |  |  |  |  |  |  |  |  |  |
| Mistrovství světa       |    | úč. |     | —  | 2. | 3. |    | 3. | 1. | úč. |    | 1. |   |  |  |  |  |  |  |  |  |  |  |  |  |
| Panamerické hry         |    | 2.  |     |    |    | 3. |    |    |    | 2.  |    |    |   |  |  |  |  |  |  |  |  |  |  |  |  |
| Panamerické mistrovství | —  | 2.  | 1.  | —  | 1. | 2. | 1. | 1. | —  | 1.  | 2. | —  | — |  |  |  |  |  |  |  |  |  |  |  |  |
| MS juniorů              | 3. |     | 2.  | 3. | 1. |    |    |    |    |     |    |    |   |  |  |  |  |  |  |  |  |  |  |  |  |